# Louis-Martin Berthault
Louis-Martin Berthault (* 30. September 1770 in Paris; † 16. April 1823 in Tours) war ein französischer Architekt, Dekorateur und Landschaftsgärtner.

## Leben
Louis-Martin Berthault wurde in eine wohlhabende Pariser Unternehmerfamilie hineingeboren, die aus Saint-Maur-des-Fossés stammte. Über seine Ausbildung sind nur widersprüchliche Angaben überliefert: Teilweise heißt es, er sei ein Schüler des Architekten Charles Percier gewesen. Andere Quellen berichten hingegen, er habe sich seine künstlerischen Fähigkeiten im Selbststudium angeeignet. Nach dem frühen Tod des Vaters, unterstützten seine wohlhabenden Onkel mütterlicherseits (Jacques-Antoine Berthault und Pierre-Gabriel Berthault) seine frühe Karriere. Sie verschafften ihm auch Zutritt zur Elite des Direktoriums und des Konsulats. Die neue französische Oberschicht, in dessen Dienste Berthault treten sollte, war ein Produkt der Französischen Revolution. Sie hatten die vom Adel und Klerus beschlagnahmten Besitztümer und Ländereien zu niedrigen Preisen aufgekauft. Zur Repräsentation ihrer neuen gesellschaftlichen Stellung waren sie an architektonischen und gestalterischen Plänen interessiert. In Amiens kam Berthault in Kontakt mit Augustin Debray, einem Kaufmann und späteren Bürgermeister der Stadt. Für ihn legte er einen seiner ersten Gärten an. Im Jahr 1798 beauftragte der Bankier Jacques-Rose Récamier Berthault mit der dekorativen Innenausstattung seines gerade erst erworbenes Pariser Stadthauses. Berthault avancierte in dieser Zeit zu einem der bedeutendsten Pariser Architekten und Landschaftsgärtner: Für einen Sekretär des Paul de Barras schuf er einen Park in Chaillot. Für Dorothea von Kurland, die mit dem späteren Außenminister Talleyrand befreundet war, richtete er ein Boudoir ein. Unter der Herrschaft Napoleons kehrten viele Adelige, die während der Revolution  geflohen waren, nach Frankreich zurück und versorgten Berthault mit weiteren Aufträgen. Im September 1805 wurde er zum Architekten des Landsitzes von Napoleons Frau Josephine in Malmaison ernannt. Berthault konnte als einziger Künstler die Wertschätzung der Kaiserin bis zu deren Tod bewahren. Charles Percier und Pierre-François-Léonard Fontaine hatten schon bis 1802 die Gunst Josephines verloren und wurden von Schloss Malmaison abberufen.
Er entwarf die Ausstattung des Schlosses von Compiègne und legte dessen Gärten an. Rasch gewann er internationales Ansehen, das nicht einmal durch den Fall des Ersten Kaiserreichs schwand.